# Летњиковац Криваја
Летњиковац Криваја је изграђен крајем 19. века на пољопривредном добру Криваја, у истоименом насељу на територији општине Бачка Топола припадао је велепоседнику Балинту Фернбаху. У летњиковцу се налази администрација пољопривредног добра „Криваја”. Грађевина је евидентирана као културно добро.

## Породица Фернбах
Породица Фернбах је имала значајне индустријске објекте и велике комплексе земље у Бачкој, Банату и околини Сегедина у Мађарској крајем 19. и почетком 20. века. Породица Фернбах и то браћа Јожеф, Јанош, Балинт, Антал и Карољ су имали више двораца у Војводини. Јожеф Фернбах је имао дворац у околини Апатина који су касније од њега откупили Дунђерски. Балинт је имао летњиковац у Сонти и овај на Криваји. Антал је имао дворац у Темерину. Карољ је био власник спахилука и дворца у Алекси Шантићу, познатијег као Баба Пуста. Карољ је био велики бач-бодрошки жупан.

## Архитектура
Летњиковац на Криваји носи одлике позног класицизма, односно еклектичке мешавине стилова, класицизма са елементима барока. Објекат је приземни, слободностојећи, смештен у пространом парку који се простире на око три хектара површине. У парку се налазе столетна стабла четинара и лишћара и вештачко језеро које употпуњује планински негован парк. Објекат је издужене правоугаоне основе, а дворишна фасада има два бочна такта и увучен средишњи део у коме је смештен улаз у централни хол. На пространој наткривеној тераси је ограда од камених стубића у коју су укомпоновани шест дорских стубова који маркирају прилазно степениште и носе класицистичку атику профилисаним архитравом испод које су метопе. Предња или улазна фасада има централни ризалит са три прозора и пространу отворену терасу. Сви прозорски отвори су ритмично постављени са једнаким размацима и сви имају исти надпрозорски фасадни украс. Над централним ризалитом је атика која у средини има троугаони тимпанон у чијој је средини био породични грб.